# Monica Ravetta
Monica Ravetta (née le 29 août 1985 à Pavie, en Lombardie) est une joueuse italienne de volley-ball. Elle mesure 1,85 m et joue au poste de attaquante. Elle totalise 13 sélections en équipe d'Italie.

## Clubs
| Club                         | Pays   | De             | À             |
| ---------------------------- | ------ | -------------- | ------------- |
| CUS Pavia                    | Italie | 1998-1999      | 2000-2001     |
| Libertas Villanterio         | Italie | 2001-2002      | 2002-2003     |
| Volley Vigolzone             | Italie | 2003-2004      | 2004-2005     |
| River Volley Piacenza        | Italie | 2005-2006      | 2006-2007     |
| Busto Arsizio                | Italie | 2007-2008      | 2007-2008     |
| Brunelli Volley Nocera Umbra | Italie | septembre 2008 | décembre 2008 |
| Busto Arsizio                | Italie | janvier 2009   | mai 2009      |
| Club Italia                  | Italie | 2009-2010      | 2009-2010     |
| Aprilia Volley               | Italie | janvier 2010   | mai 2010      |
| Castellana Grotte            | Italie | 2010-2011      | 2010-2011     |
| Zarechie Odintsovo           | Russie | 2011-2012      | 2011-2012     |
| Chieri Volley                | Italie | 2012-2013      | 2012-2013     |
| US ProVictoria               | Italie | 2013-2014      | …             |

## Palmarès
- Coupe d'Italie A2
  - Vainqueur : 2010.